# The Predator (album)
Ne doit pas être confondu avec The Predator (film, 2018).
Pour les articles homonymes, voir Predator.
Albums de Ice Cube
Death Certificate
(1991) Lethal Injection
(1993)
Singles
1. Wicked
Sortie : 21 octobre 1992
2. It Was a Good Day
Sortie : 23 février 1993
3. Check Yo Self
Sortie : 17 août 1993

The Predator est le troisième album studio d'Ice Cube, sorti le 17 novembre 1992.  
Il contient It Was a Good Day, second single extrait de l'album, qui est resté, jusqu'à ce jour, l'un des plus grands succès d'Ice Cube, se classant 15e au Billboard Hot 100, ainsi que premier au Hot R&B/Hip-Hop Songs et au Hot Rap Songs.
L'album s'est classé 1er au Billboard 200 et au Top R&B/Hip-Hop Albums et a été certifié double disque de platine par la Recording Industry Association of America (RIAA) le 16 novembre 2001.
The Predator fait partie des 1001 albums qu'il faut avoir écoutés dans sa vie.

## Liste de titres
| No  | Titre                                      | Contient un (des) sample(s) de | Durée |
| --- | ------------------------------------------ | --- | ----- |
| 1.  | The First Day of School (Intro)            | | 1:20  |
| 2.  | When Will They Shoot?                      | Giggin' Down 103rd de Charles Wright & the Watts 103rd Street Rhythm Band Take Me to the Mardi Gras de Bob James We Will Rock You de Queen No Vaseline d'Ice Cube Grand Verbalizer, What Time Is It? du X-Clan O.P.P. de Naughty by Nature Treat Her Like a Prostitute de Slick Rick Oh Honey de Delegation | 4:36  |
| 3.  | I'm Scared (Interlude)                     | | 1:32  |
| 4.  | Wicked (featuring Don Jagwarr)             | Funky Worm des Ohio Players You Can Make It if You Try de Sly & the Family Stone Welcome to the Terrordome de Public Enemy My Lovin' (You're Never Gonna Get It) d'En Vogue Looseys de Das EFX Can't Truss It de Public Enemy                                                                               | 3:55  |
| 5.  | Now I Gotta Wet 'Cha                       | Get Out of My Life Woman de Solomon Burke Guerillas in Tha Mist de Da Lench Mob | 4:03  |
| 6.  | The Predator                               | Superman Lover de Johnny « Guitar » Watson East Coast de Das EFX | 4:03  |
| 7.  | It Was a Good Day                          | Footsteps in the Dark des Isley Brothers | 4:19  |
| 8.  | We Had to Tear This Mothafucka Up          | Get Down de Gene Russell Blind Alley des Emotions Blow Your Head de Fred Wesley and The J.B.'s Get the Fist du Get the Fist Movement The Funeral d'Ice Cube | 4:23  |
| 9.  | Fuck 'Em (Interlude)                       | | 2:02  |
| 10. | Dirty Mack                                 | Unfunky UFO de Parliament Aqua Boogie (A Psychoalphadiscobetabioaquadoloop) de Parliament | 4:34  |
| 11. | Don't Trust 'Em                            | Green Earrings de Steely Dan Poison de Bell Biv DeVoe Hold On d'En Vogue Don't Believe the Hype de Public Enemy A Bitch Iz a Bitch de N.W.A Bring the Noise de Public Enemy Jimmy des Boogie Down Productions                                                                                               | 4:06  |
| 12. | Gangsta's Fairytale 2 (featuring Lil Russ) | Distant de A Taste of Honey Impeach the President des Honey Drippers Sir Nose D'Voidoffunk [Pay Attention - B3M] de Parliament Sing a Simple Song de Sly & the Family Stone | 3:19  |
| 13. | Check Yo Self (featuring Das EFX)          | I'm Blue des Sweet Inspirations The New Style des Beastie Boys | 3:42  |
| 14. | Who Got the Camera?                        | I Got a Thing, You Got a Thing, Everybody's Got a Thing de Funkadelic All We Need (Is Another Chance) des The Escorts Just a Friendly Game of Baseball de Main Source Niggers vs. The Police de Richard Pryor                                                                                               | 4:37  |
| 15. | Integration (Interlude)                    | | 2:31  |
| 16. | Say Hi to the Bad Guy                      | P. Funk (Wants to Get Funked Up) de Parliament | 3:19  |